# Henryk Jośko
Henryk Jośko (ur. 20 kwietnia 1900, zm. 27 czerwca 1985 w Finley) – ksiądz katolicki, żołnierz.
Święcenia kapłańskie przyjął w 1924 roku. Początkowo był wikarym w Goduli w latach 1927–29 i Wirku. 11 grudnia 1938 roku objął urząd proboszcza w kościele Chropaczowie. Przed wkroczeniem wojsk hitlerowskich opuścił chropaczowską parafię. W czasie II wojny służył w wojskach pancernych i marynarce wojennej na terenie Wielkiej Brytanii.
W 1948 roku w Sydney został zwolniony ze służby wojskowej. Przez następne 7 lat duszpasterzował w Leeton i Wagga Wagga. W 1955 roku przebywał w Yenda. W 1956 roku został skierowany do parafii Matki Bożej w Finley. 30 lipca 1974 roku świętował złoty jubileusz kapłaństwa. Zmarł 27 czerwca 1985 roku w Australii.